# Кокардовый дятел
Кока́рдовый дя́тел (лат. Leuconotopicus borealis) — вид птиц семейства дятловых. Оседлый вид, обитает в Северной Америке в сосновых лесах на территории юго-восточных штатов США. Ряд особенностей выделяют этот вид среди всех видов семейства, населяющих континент. Во-первых, он единственный, кто долбит дупла в живых и ещё достаточно здоровых деревьях. Во-вторых, эта птица держится так называемыми «семейными группами», в которые помимо гнездящейся пары входят до четырёх «помощников» (главным образом, самцов) — отпрысков предыдущих лет.
В связи с исчезновением значительной части лесов и фрагментацией оставшихся оказался на грани исчезновения. По этой причине федеральные власти США включили вид в список угрожаемых и ввели ряд программ, призванных создать для него благоприятные условия для размножения. В Красной книге Международного союза охраны природы кокардовый дятел имеет статус вида, близкого к уязвимому (категория NT).

## Описание

### Внешний вид
Мелкий дятел размером с красного кардинала: общая длина 18—20 см, размах крыльев 35—38 см, масса 40—55 г. Клюв достаточно длинный, неострый, с едва заметной округлостью в верхней его части. Верхняя часть оперения чёрная с белым поперечным рисунком на спине и крыльях, нижняя — белая с чёрными отметинами на боках. Характерная особенность, по которому дятла можно отличить от других схожих видов — чёрная «шапочка» на лбу и затылке на фоне белоснежных щёк и кроющих ушей. Снизу щёки обрамляют чёрные «усы» — полоска перьев от основания клюва к боковой части шеи. У самца на боках затылка имеется пара красных отметин — «кокард», однако маленький размер не всегда позволяет обнаружить их в полевых условиях. Кроме них, ещё одно красное пятно развивается у молодых самцов, однако оно полностью исчезает в первую осень жизни. Дятел, как правило, ведёт себя незаметно — за исключением брачного периода и во время территориальных стычек.

### Голос
Чаще всего можно услышать короткую трельку «чрррт», одиночную либо повторяемую несколько раз в зависимости от степени возбуждения. Этот крик используется как при общении между птицами, так и в качестве сигнала тревоги либо возбуждения. Барабанная дроби нечастая и негромкая, издаётся самцами и самками.

## Распространение

### Ареал и численность
В настоящее время ареал кокардового дятла представляет собой множество мозаичных участков на юго-востоке США от южной Вирджинии, Северной и Южной Каролины, Джорджии и Флориды к востоку до Техаса, Луизианы, Оклахомы и Кентукки. До колонизации Америки европейцами, когда значительная часть юго-востока США была покрыта хвойными лесами, область распространения кокардового дятла распространялась ещё дальше — к северу до Нью-Джерси и Мэриленда, к северо-западу до Миссури.
Изначальная численность кокардового дятла по оценкам специалистов составляла от 1 до 1,5 млн семейных групп. Интенсивная вырубка реликтовых хвойных лесов, изменение ландшафтов под строительство населённых пунктов, объектов инфраструктуры и нужды сельского хозяйства привели к тому, что к 1968 году (когда дятел на федеральном уровне был признан видом, которому угрожает опасность исчезновения) совокупная численность этих птиц составляла вего лишь порядка 10 тыс. особей, то есть менее 1 % от первоначальной. Сохранившиеся островки экосистемы также подверглись деформации: в частности, отсутствие лесных пожаров привело к зарастанию лесов, что также негативно сказалось на распространении дятла.

### Места обитания
Кокардовый дятел размножается лишь в сильно разреженных зрелых сосновых и сосново-дубовых лесах — экосистеме, внешне имеющей сходство с лесопарком и характерной лишь для юго-восточной части США. Кроме собственно территории соснового леса дятел может кормиться в прилегающих к нему рощах таксодия, кукурузных полях и садах. Основные древесные породы, с которыми ассоциируется дятел, — сосны болотная (Pinus palustris), Эллиота и короткохвойная (Pinus echinata). Кроме них, птица иногда может гнездиться в лесах с доминированием сосен ладанная, жёсткая (Pinus rigida) и поздняя (Pinus serotina). Если другие виды дятлов выдалбливают дупла в мягкой древесине больных и погибших деревьев, то кокардовый выбирает живые сосны, возраст которых обычно превышает 80 лет и в внутри которых появился грибок.

## Размножение

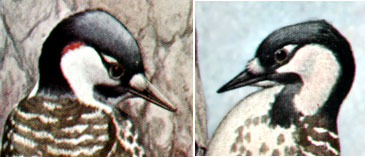
Сравнение рисунка головы у самца (слева) и самки (справа)

Социальная организация кокардового дятла более сложная в сравнении с другими родственными видами. В трети случаев в насиживании и выведении птенцов принимают участие «помощники» — как правило, дети гнездящейся пары от предыдущих приплодов (такая организация в специальной литературе известна как коммунальное гнездование). При этом от 70 до 95 % случаев роль помощников выполняют самцы. Каждый член группы обустраивает собственные дупла для ночёвки, на строительство каждого уходит от одного года до трёх лет. Количество деревьев, имеющих такие дупла, может достигать 20-и, их совокупность называют «кластером». Площадь каждого кластера варьирует от 3 до 60 акров (от 1,2 до 24,3 гектаров).
Дупло долбится на высоте 10—13 м над поверхностью земли в стволе живого, но уже довольно старого дерева, обычно в сердцевине которого начал развиваться трутовик сосновая губка (Phellinus pini). Такая взаимосвязь между грибком и дятлом объясняется как схожими экологическими требованиями (вид, возраст и местонахождение деревьев, доступность воды, солнечного света и другие подобные факторы), так и воздействием первого на древесину. Мицелий трутовика размягчает сердцевину дерева, делая её выдалбливание более доступным для дятла. Леток имеет диаметр 5,7—7,1 см. Наружная часть дупла длиной до 6 см проходит через луб под небольшим угром кверху, затем следует вертикальная камера глубиной не менее 17—18 см и диаметром 9—10 см. Вокруг летка делается ещё несколько отверстий в лубе, из которых сочится липкая смола. Эта смола помогает птицам защититься от древесных змей и других наземных хищников.
Яйца откладываются один раз в год во второй половине апреля — июне в ночёвочном дупле самца. Полная кладка чаще содержит 2—5, чаще всего 3—4 яйца. Насиживают поочерёдно всё семейство (включая «помощников»), начиная с предпоследнего либо последнего яйца. Большую часть времени всё же проводят в гнезде родители, а в ночное время всегда гнездящийся самец. Через 10—13 суток появляются на свет голые и слепые птенцы. Первые зачатки оперения проявляются на 4-е — 5-е сутки, через 5 дней после этого открываются глаза, и ещё через сутки проявляется способность к полёту. Примерно в возрасте 15 дней птенцы окончательно покидают гнездо.

## Питание
Основу питания составляют насекомые, их личинки и яйца, а также другие беспозвоночные, которых птицы собирают на соснах. В больших количествах употребляет в пищу муравьёв, значительную долю из которых, до 80 %, составляют остробрюхие муравьи. Также кормится жуками-короедами (в том числе Dendroctonus frontalis), термитами, тараканами, клопами, личинками двукрылых, перепончатокрылыми, бабочками, стрекозами, пауками, скорпионами, губоногими и диплоподами. Растительные корма представлены незначительно, во второй половине лета дятлы кормятся ягодами (вакциниум, восковница, вишня и т. п.) и орехами гикори, зимой употребляют в пищу семена сосны.
Основной способ добывания корма — отщипывание кусочков коры и исследование щелей с помощью длинного и липкого языка. В поисках корма отдаёт предпочтение крупным и старым деревьям; чаще всего самцы обрабатывают ветви и верхнюю часть ствола, в то время как самки добывают корм в нижней части ствола. Такое разделение особенно заметно в зимнее время, когда активность насекомых снижается и их добыча становится более трудоёмким процессом. Полагают, что эта особенность уменьшает конкуренцию между самцами и самками в условиях скудных запасов. На землю дятлы почти никогда не опускаются и даже принимают ванны в углублениях листьев в кроне деревьев.

## Экологическое значение
Кокардовый дятел играет жизненно важную роль в поддержании баланса экосистемы. Оставленные им дупла в дальнейшем используются для обустройства гнезда большим количеством лесных обитателей, в том числе острохохлой синицей, восточной сиалией, пушистым, красноголовым и волосатым дятлами, каролинским меланерпесом, буроголовым поползнем и хохлатым желтобрюхим тиранном. Крупные виды дятлов, такие как хохлатая желна, могут расширить дупло, и в дальнейшем в нём поселятся североамериканская совка, каролинская утка и даже енот-полоскун. Кроме того, дуплом могут воспользоваться южная летяга, некоторые виды пресмыкающихся и земноводных, пчёлы, осы и другие насекомые.